# Walvis Bay Rurale
Il distretto elettorale di Walvis Bay Rurale è un distretto elettorale della Namibia situato nella Regione degli Erongo con 26.916 abitanti al censimento del 2011. Il capoluogo è la città di Walvis Bay.

## Località
Il distretto comprende i sobborghi di Walvis Bay tra i quali Langstrand e Dolfynstrand.